# Mercedes-Benz Championship (European Tour)
Die Mercedes-Benz Championship war bis 2009 eines von zwei internationalen Golfturnieren der European Tour in Deutschland. Es wurde seit 1987 jährlich (mit einer Unterbrechung 2006) ausgetragen. Bis 2005 hieß das Turnier German Masters.
Von 1987 bis 1993 wurde das Turnier auf dem Stuttgarter Golf-Club Solitude, anschließend bis 1997 auf dem Golfclub Motzener See in Berlin ausgetragen. Seit 1998 fand das Turnier auf dem Golfclub Gut Lärchenhof in Pulheim statt.
Die Mercedes-Benz Championship galten nach den BMW International Open in München als das zweitwichtigste Golfturnier Deutschlands. Seit der Umbenennung 2007 wurde das Turnier nach dem Winners Only-Prinzip ausgetragen, das heißt, dass nur Spieler qualifiziert waren, die im Laufe des Jahres ein Turnier auf der European Tour gewonnen hatten. Zusätzlich wurde das Turnier seitdem ohne Cut gespielt.
Im Sommer 2009 gab Mercedes bekannt, als Titelsponsor zurückzutreten.
Mit vier Erfolgen (1989, 1991, 1997, 2001) ist Bernhard Langer, der gleichzeitig als Veranstalter des Turnieres auftritt, Rekordtitelträger.

## Siegerliste
| Jahr | Sieger              | Nationalität |
| ---- | ------------------- | ------------ |
| 2009 | James Kingston      | Südafrika    |
| 2008 | Robert Karlsson     | Schweden     |
| 2007 | Søren Hansen        | Dänemark     |
| 2005 | Retief Goosen       | Südafrika    |
| 2004 | Pádraig Harrington  | Irland       |
| 2003 | K.J.Choi            | Südkorea     |
| 2002 | Stephen Leaney      | Australien   |
| 2001 | Bernhard Langer     | Deutschland  |
| 2000 | Michael Campbell    | Neuseeland   |
| 1999 | Sergio García       | Spanien      |
| 1998 | Colin Montgomerie   | Schottland   |
| 1997 | Bernhard Langer     | Deutschland  |
| 1996 | Darren Clarke       | Nordirland   |
| 1995 | Anders Forsbrand    | Schweden     |
| 1994 | Seve Ballesteros    | Spanien      |
| 1993 | Steven Richardson   | England      |
| 1992 | Barry Lane          | England      |
| 1991 | Bernhard Langer     | Deutschland  |
| 1990 | Sam Torrance        | Schottland   |
| 1989 | Bernhard Langer     | Deutschland  |
| 1988 | José Maria Olazábal | Spanien      |
| 1987 | Sandy Lyle          | Schottland   |